# Шмалькальденский союзный талер

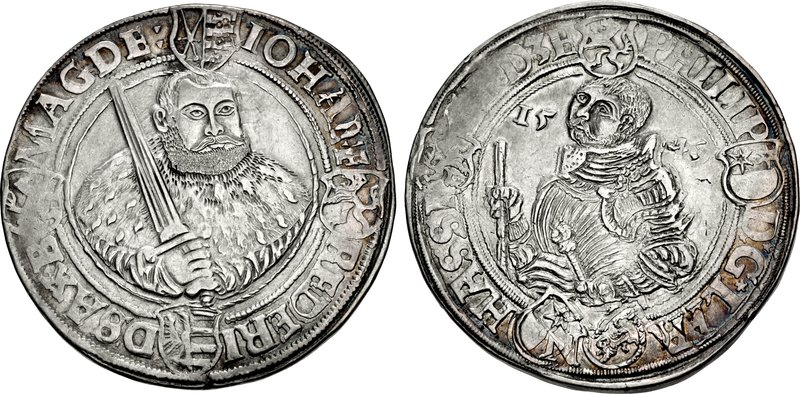
Шмалькаденский союзный талер 1546 года

Шмалькаденский союзный талер (нем. Schmalkaldischer Bundestaler) — крупная серебряная монета талерового типа, которую чеканили с 1542 по 1546 годы на монетном дворе Гослара. Её особенностью стало изображение двух лидеров Шмакальденского союза — курфюрста Саксонии Иоганна Фридриха Великодушного на одной стороне монеты и ландграфа Гессена Филиппа на другой.

## История монеты
В 1531 году в городе Шмалькальден протестантские князья и имперские города заключили оборонительный союз. Он набирал силу, пополняясь новыми членами. В 1538 году в противовес Шмалькальденскому союзу была создана Католическая лига. В 1542 году союз победил герцога Брауншвейг-Вольфенбюттеля Генриха II. Таким образом протестанты заняли последний бастион католицизма в Северной Германии. Официальным поводом объявления войны стал конфликт брауншвейгского монарха с городом Госларом за право разработки богатых серебряных рудников горы Раммельсберг. По окончании военных действий располагающийся в монастыре Рихенберг монетный двор перенесли в Гослар. Его первым мюнцмейстером назначили Грегора Айнкорна.
В письме 1542 года к своему саксонскому союзнику ландграф Гессена предлагает начать выпуск в Госларе общих монет из серебра, добываемого в завоёванных землях. Он предполагал, что данный факт будет иметь политическое значение, символизируя возросшую мощь и единство Шмалькальденского союза. Монеты и медали с изображением двух монархов выпускали до 1547 года, когда войска императора Карла V в битве при Мюльберге разгромили силы союза протестантов. За несколько лет было выпущено несколько разновидностей монет с изображением двух наиболее влиятельных руководителей Шмалькальденского союза.
Монеты чеканили по весовым нормам, заложенным в постановлении Саксонии от 20 января 1534 года. Шмалькальденские союзные талеры выпускали массой 29,23 г серебра 902,78 пробы.